# Donald MacKenzie
Donald Ross MacKenzie (* 30. Dezember 1874 in Toronto; † 12. November 1925 ebenda) war ein kanadischer Ruderer.

## Karriere
MacKenzie war seit den 1890er-Jahren im Argonaut Rowing Club aktiv. Seinen ersten Erfolg erzielte er 1899 mit einem dritten Platz im Junioren-Einer bei der Championship Regatta of the Canadian Association of Amateur Oarsmen. Im Jahr 1903 gewann er mit dem Achter bei der Royal Canadian Henley Regatta.
1904 nahm er an den Olympischen Spielen in St. Louis teil und startete dort mit seiner Mannschaft vom Argonaut Rowing Club im Achter. Das Team belegte den zweiten Platz und gewann die Silbermedaille.
Im darauffolgenden Jahr triumphierte MacKenzie erneut bei der Royal Canadian Henley Regatta – diesmal sowohl im Vierer ohne Steuermann als auch im Achter.